# Bregje Crolla
Bregje Crolla (Venray, 31 januari 1986) is een voormalige Nederlandse atlete uit Echt, die zich had toegelegd op de zevenkamp, maar die bovendien goed uit de voeten kon op het atletiekonderdeel speerwerpen, waarop zij vanaf 17 juni 2007 tot 18 mei 2019 nationaal recordhoudster was.

## Biografie

### Start
Crolla deed voor het eerst van zich spreken in 2001, toen zij als vijftienjarige met de speer voor de eerste maal de 40 metergrens passeerde. Sindsdien ontwikkelde de Limburgse atlete zich gestaag, wat in 2003 resulteerde in een zilveren medaille tijdens het European Youth Olympic Festival in Parijs met een worp van 49,64 m, op dat moment een persoonlijk record.

### Speerkampster
Bregje Crolla voelde zich echter meer en meer aangetrokken tot de meerkamp. "Ik ben vooral een meerkampster die goed kan speerwerpen," vindt Bregje zelf. "Een speerkampster dus." Voor een meerkampster overigens vrij uitzonderlijk, want de meeste Nederlandse deelneemsters aan deze zware atletiekdiscipline zullen het speerwerpen als hun minst favoriete onderdeel noemen. "Ja, ik pak de tweede dag altijd nog veel punten terug." In 2004 verbeterde Bregje met die speer zelfs het nationale juniorenrecord, door met 51,05 voor het eerst de 50 metergrens te overschrijden. Op de zevenkamp sprokkelde zij dat jaar echter een totaal van 5295 punten bij elkaar. Het lag dus voor de hand dat Bregje Crolla in 2005 tijdens de Europese jeugdkampioenschappen in Kaunas aan beide atletiekonderdelen zou deelnemen en dat was ook precies wat er gebeurde. Het resultaat was veelbelovend: Bregje Crolla werd op speerwerpen met een worp van 49,68 achtste en behaalde op de zevenkamp zelfs een fraaie vijfde plaats met een PR-puntentotaal van 5554.

### Opwaartse lijn
Begin 2006 werd ze door de Vrienden van de KNAU geselecteerd voor ondersteuning van het Vrienden Jeugdfonds. Prestatief zette Crolla de opwaartse lijn van de voorgaande jaren voort met een zesde plaats op de vijfkamp en 3953 punten bij de meerkampinterland indoor in Praag. Tijdens het outdoorseizoen behaalde zij haar eerste nationale titel op de zevenkamp met een recordscore van 5711 punten. Ook werd zij dat jaar alweer voor de tweede keer op rij Nederlands speerwerpkampioene. Haar persoonlijke record op dit nummer tilde ze naar 54,68.
In 2007 ging Bregje Crolla stug door op de ingeslagen weg. Begin 2007 toonde ze haar goede vorm door 4109 punten te behalen bij de Europacup wedstrijd in Zaragoza. En al moest zij bij de Nederlandse indoorkampioenschappen op de vijfkamp haar meerdere erkennen in Yvonne Wisse en moest zij haar outdoortitel op de zevenkamp afgeven aan Jolanda Keizer, beide keren waren de behaalde puntentotalen van uitstekend niveau: op de vijfkamp kwam zij met een score van 4009 punten alweer boven de 4000 puntengrens uit en op de zevenkamp vestigde zij haar zoveelste persoonlijke record van 5918 punten. Ze kwalificeerde zich hiermee tevens voor de Europese kampioenschappen voor neo-senioren, dat in juli in Hongarije gehouden zal worden. Als klap op de vuurpijl gooide ze op 17 juni 2007 tijdens het Limburgs kampioenschap in Kerkrade een Nederlands record speerwerpen met een afstand van 57,57. Ze verbrak hiermee het oude record uit 1999 van 56,31, dat in handen was van Kitty van Haperen. Geheel naar verwachting werd zij op de NK in Amsterdam in het weekend van 1 juli 2007 dan ook voor de derde achtereenvolgende maal Nederlands kampioene speerwerpen met 54,53. Ze was genomineerd door de KNAU om op het onderdeel meerkamp voor vrouwen op de wereldkampioenschappen in Osaka, Japan, dat werd gehouden van 24 augustus t/m 2 september 2007, uit te komen. Maar doordat zowel Jolanda Keizer, Karin Ruckstuhl als Yvonne Wisse al in mei WK-limietprestaties van meer dan 6000 punten hadden afgeleverd, viel de deur naar het WK voor Crolla al vroeg in het slot. Dit gold eveneens voor Laurien Hoos.

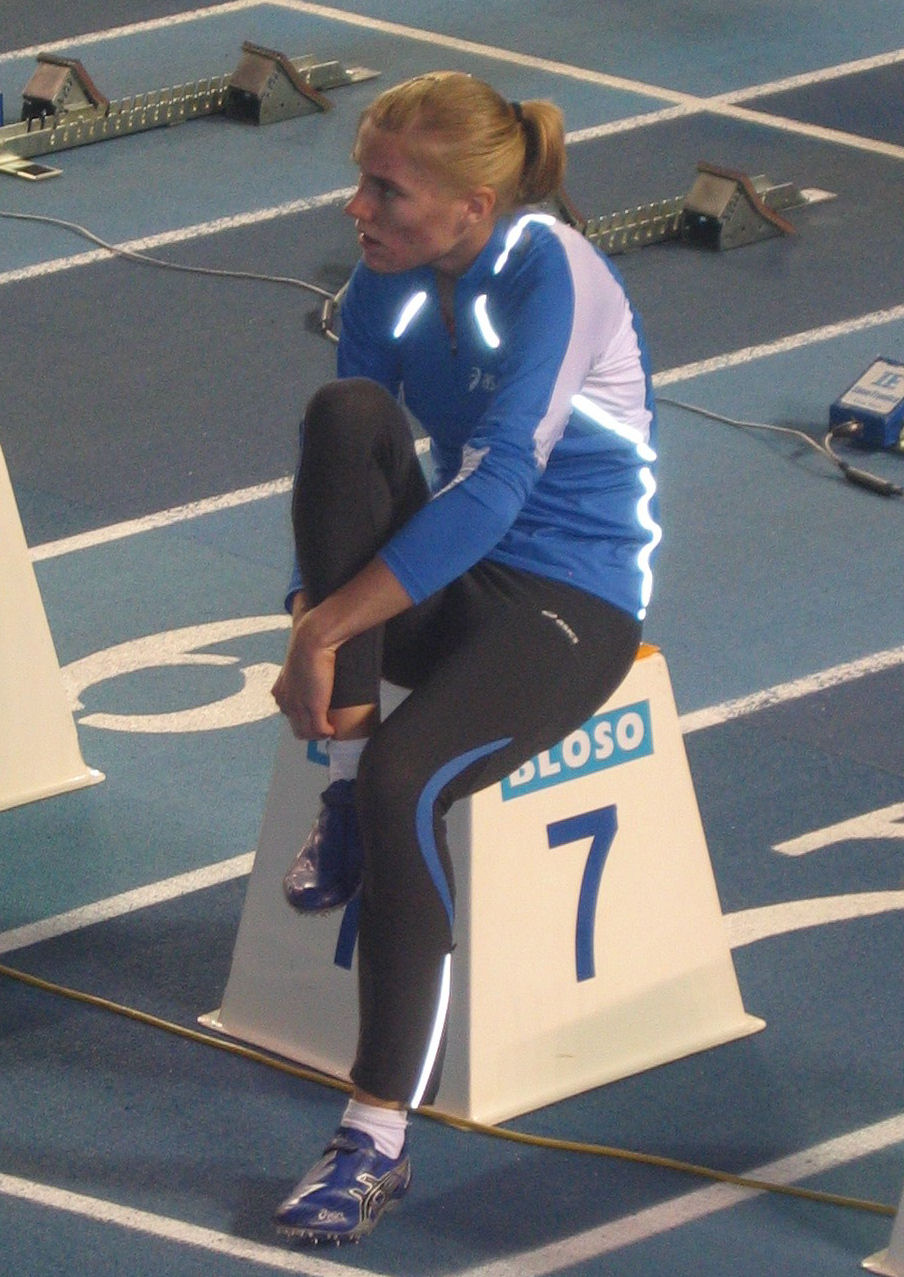
NK indoor '08, Gent

### Olympisch jaar
Aan het begin van 2008 ging Bregje Crolla op trainingskamp in het Zuid-Afrikaanse Stellenbosch. 'Het was de eerste keer dat ik met de nationale ploeg mee was, maar ik heb er heel veel geleerd', reageerde de Limburgse na afloop. Het resulteerde op het NK indoor meerkamp in Gent in een goede tweede plaats achter kampioene Yvonne Wisse met een op de vijfkamp niet eerder bereikt totaal van 4263 punten. Op drie van de vijf onderdelen presteerde ze beter dan ooit, bij het hoogspringen evenaarde ze haar beste prestatie en alleen het verspringen bleef iets achter bij de verwachtingen.
Twee weken later, op de NK indoor individueel, was ze op de 60 m horden met een vijfde plaats in 8,79 s sneller dan ooit. Maar bij het verspringen kwam ze totaal niet uit de verf. Met zegge en schrijve één goede sprong van 5,32 werd Crolla hier roemloos tiende. Was het een voorbode voor het outdoorseizoen?
Feit is dat Crolla op de Nederlandse kampioenschappen het speerwerpen gemakkelijk wist te winnen. Een afstand van 53,12 was meer dan voldoende om de vierde titel op rij te winnen. Op dit nummer ondervindt de meerkampster uit Echt in eigen land nauwelijks concurrentie. Maar haar zevenkamp in een jaar, waarin ook zij bij een zich voortzettende progressie nog uitzicht leek te hebben op kwalificatie voor de Olympische Spelen in Peking, kwam totaal niet uit de verf. Eind juni was ze bij de meerkampwedstrijden in de Europa Cup Superleague in Hengelo slechts op een teleurstellende zestiende plaats geëindigd met een puntentotaal van 5673 punten. En haar laatste kans om zich voor Peking te kwalificeren, de meerkamp-interland tussen Nederland, Groot-Brittannië, Frankrijk en Zwitserland in het Britse Ashford, in het laatste weekend van juli, eindigde voor Crolla met een zevenkamptotaal van 5495 punten. De opwaartse curve was veranderd in een neerwaartse.

### Koerswijziging
In het na-olympische jaar liet Bregje Crolla weinig van zich horen. Ze beperkte zich tot prolongatie van haar nationale titel bij het speerwerpen - haar vijfde op rij - en waagde zich niet aan de meerkamp.
In 2010 keerde ze echter sterker dan ooit terug aan het wedstrijdfront. Op 6 juni, tijdens het nationaal kampioenschap voor clubteams op haar thuisbasis Sittard, verbeterde Crolla het op haar naam staande Nederlandse record speerwerpen van 57,57 naar 59,27. Hiermee behaalde ze tevens de limiet van 59 meter voor de Europese kampioenschappen van 2010, die eind juli plaats zouden vinden in het Spaanse Barcelona. Voor het eerst sinds lange tijd was Nederland dus ook op dit nummer vertegenwoordigd op een EK.
In Barcelona liep het echter niet helemaal zoals gehoopt, hoewel ze heel dicht bij een finaleplaats kwam. Bij haar eerste poging kwam Crolla tot een afstand van 55,82 en daarmee stond zij in haar kwalificatiegroep vijfde, wat voldoende zou zijn geweest voor een finaleplaats. Drie atletes kwamen haar echter voorbij. 'Dan is het zaak om zelf ook nog een mooie afstand neer te zetten', aldus de 24-jarige atlete. Dat lukte echter niet. 'Dat is een mentale zaak. Ik heb in Nederland wel vaker laten zien dat ik dat ken, maar er was waarschijnlijk technisch iets dat niet klopte.' De Limburgse vond haar eerste ervaring op een groot seniorentoernooi wel smaken naar meer. 'Ik dacht echt ‘wow, dit is een seniorentoernooi. Dat wil ik vaker meemaken, dit is prachtig‘.'
Bregje Crolla was tot aan het einde van het seizoen 2011 lid van atletiekvereniging Unitas uit Sittard. Daarna stapte ze over naar AV Weert uit Weert. In april 2010 studeerde zij af aan de Fontys Sporthogeschool (HBO) te Sittard als Docente Lichamelijke Opvoeding. Sindsdien geeft ze twaalf uur per week atletiek in Sittard en werkt één dag per week bij een fitnesscentrum in de buurt van haar woonplaats Echt.
Sedert 2012 werkt zij aan de Fontys Sporthogeschool (HBO) in Eindhoven.

### Einde atletiekloopbaan
Op 16 januari 2013 kondigde Bregje Crolla aan, dat zij een punt heeft gezet achter haar topsportloopbaan. De atlete uit Echt had de Olympische Spelen van Londen als einddoel van haar atletiekloopbaan gepland. Nu zij daar door een schouderblessure niet aan toe was gekomen, kondigde zij aan zich volledig te gaan richten op haar maatschappelijke carrière.

## Nederlandse kampioenschappen
| Onderdeel   | Jaar                                     |
| ----------- | ---------------------------------------- |
| speerwerpen | 2005, 2006, 2007, 2008, 2009, 2010, 2011 |
| zevenkamp   | 2006                                     |

## Statistieken

### Persoonlijke records
Outdoor
| Onderdeel    | Prestatie       | Datum            | Plaats   |
| ------------ | --------------- | ---------------- | -------- |
| 200 m        | 25,43 s         | 14 juli 2007     | Debrecen |
| 800 m        | 2.13,12         | 18 mei 2007      | Sittard  |
| 100 m horden | 14,23 s         | 28 juni 2008     | Hengelo  |
| hoogspringen | 1,76 m          | 14 juli 2007     | Debrecen |
| verspringen  | 5,75 m          | 18 mei 2007      | Sittard  |
| kogelstoten  | 13,09 m         | 17 mei 2007      | Sittard  |
| discuswerpen | 38,56 m         | 25 augustus 2007 | Sittard  |
| speerwerpen  | 59,27 m (ex-NR) | 6 juni 2010      | Sittard  |
| zevenkamp    | 5973 p          | 15 juli 2007     | Debrecen |

Indoor
| Onderdeel    | Prestatie | Datum             | Plaats   |
| ------------ | --------- | ----------------- | -------- |
| 800 m        | 2.11,44   | 3 februari 2008   | Gent     |
| 60 m horden  | 8,79 s    | 16 februari 2008  | Gent     |
| hoogspringen | 1,71 m    | 2 februari 2008   | Gent     |
| verspringen  | 5,81 m    | 28 januari 2007   | Zaragoza |
| kogelstoten  | 13,24 m   | 3 februari 2008   | Gent     |
| vijfkamp     | 4263 p    | 2/3 februari 2008 | Gent     |

### Prestatieontwikkeling

#### vijfkamp
- 2006: 3953 punten
- 2007: 4109 punten
- 2008: 4263 punten

#### zevenkamp
- 2004: 5295 punten
- 2005: 5554 punten
- 2006: 5711 punten
- 2007: 5973 punten
- 2008: 5673 punten

#### speerwerpen
- 2001: 42,23 m
- 2002: 43,71 m
- 2003: 49,64 m
- 2004: 51,05 m
- 2005: 53,80 m
- 2006: 54,68 m
- 2007: 57,57 m
- 2008: 55,99 m
- 2009: 54,71 m
- 2010: 59,27 m
- 2011: 54,20 m
- 2012: 55,94 m

### Opbouw PR meerkamp en potentie op basis van PR's
In de tabel staat de uitsplitsing van het persoonlijk record op de zevenkamp. In de kolommen ernaast staat ook het potentieel record, met alle persoonlijke records op de losse onderdelen en de bijbehorende punten.
|              | Uitsplitsing PR | Uitsplitsing PR | Uitsplitsing PR |              | Potentieel record | Potentieel record |
| Onderdeel    | Prestatie       | Wind (m/s)      | Punten          | Pers. record | Punten            |                   |
| ------------ | --------------- | --------------- | --------------- | ------------ | ----------------- | ----------------- |
| 100 m horden | 14,38           | +0,2            | 925             | 14,23        | 946               |                   |
| hoogspringen | 1,76            |                 | 928             | 1,76         | 928               |                   |
| kogelstoten  | 12,92           |                 | 722             | 13,24        | 743               |                   |
| 200 m        | 25,43           | -0,8            | 848             | 25,43        | 848               |                   |
| verspringen  | 5,48            | -0,4            | 694             | 5,81         | 792               |                   |
| speerwerpen  | 54,25           |                 | 943             | 59,27        | 1040              |                   |
| 800 m        | 2.13,54         |                 | 913             | 2.11,44      | 944               |                   |
| Puntentotaal |                 |                 | 5973            |              | 6241              |                   |